# Oligocentris
Oligocentris là một chi bướm đêm thuộc họ Crambidae.

## Species
- Oligocentris deciusalis (Walker, 1859)
- Oligocentris uniformalis Hampson, 1912